# Gare de Strasbourg-Krimmeri-Meinau
Gare de Strasbourg-Krimmeri-Meinau – przystanek kolejowy w Strasburgu, w departamencie Dolny Ren, w Alzacji, we Francji. Jest zarządzany przez SNCF. Znajduje się na granicy dzielnic Meinau i Neudorf.

## Położenie
Znajduje się na linii Appenweier – Strasburg, na km 3,270, między stacjami Strasbourg i Kehl, na wysokości 139 m n.p.m..

## Linie kolejowe
- Appenweier – Strasburg